# Babel (Couperus)

De door Couperus beschreven terrasvormige stad lijkt op de Toren van Babel zoals Pieter Brueghel de Oude die schilderde.

Babel is een korte Bijbels-historische roman van de Nederlandse schrijver Louis Couperus. De roman werd door hem tussen 28 oktober 1900 en 12 februari 1901 in Nice geschreven. Babel werd in juni 1901 voor het eerst uitgegeven door uitgeverij L.J. Veen.

## Totstandkoming
De werkwijze van Couperus kan worden gevolgd aan de hand van de briefuitwisseling met zijn uitgever, Lambertus Jacobus Veen in Amsterdam. Couperus had zich na een jarenlang verblijf in Italië in oktober 1900 in Nice gevestigd. Op een dag zag hij hier bouwvakkers werken aan een kolossaal nieuw blok appartementen. Hun harde arbeid maakte grote indruk op Couperus en dat was het ogenblik waarop hij zijn inspiratie voor een verhaal over de Toren van Babel of de stad Babel kreeg. In een brief van 28 oktober 1900 wordt Babel bij Veen aangekondigd, met de woorden: "Zoodra ik wat op orde ben, ga ik beginnen aan Babel, heel rustigjes aan".
In een brief van midden november 1900 bood Couperus zijn nieuwe verhaal aan aan uitgeverij Veen. Deze keer zag hij af van voorpublicatie in een tijdschrift zoals De Gids. Hij was namelijk verontwaardigd over de negatieve reacties die in de Nederlandse pers over Langs lijnen van geleidelijkheid waren verschenen. Couperus schreef in dit verband over de "absurde preutschheid van ons publiek". Toch liet Couperus zijn uitgever weten dat hij deze keer "een beetje" aan de "Hollandsche preutschheid" zou denken.
Couperus beschreef Babel in een brief aan Veen als een roman. Frédéric Bastet stelt echter dat de schrijver zijn werk in wording ten onrechte als roman aanduidde. Couperus' biograaf noemt het boek een "symbolistische vertelling", waarin het bouwen aan de Bijbelse toren centraal zou staan.
Uitgever Veen liet op 17 november 1900 in een brief weten dat hij graag de primeur van Babel wilde hebben. Een uitgave zonder voorgaande publicatie in een tijdschrift of als feuilleton in een krant zou de uitgeverij meer opbrengen. Een aantal werken van Couperus was op deze wijze gepubliceerd voordat zij als boek werden uitgebracht.
Het schrijven van Babel heeft Couperus veel moeite gekost. Het verhaal was rond de kerstdagen van 1900 al voltooid, maar Couperus was nog niet tevreden en heeft het verhaal herzien. Daarmee was hij in februari 1901 nog niet gereed. Hij schreef: "(...) eerst moet "Babel af en goed zijn, en het is een moeilijk ding. [...] Over een paar weken zal het wel heelemaal af en in orde zijn".

Couperus liet de redactie van De Gids buiten de onderhandelingen over Babel. Zijn nieuwe boek noemde hij: 
iets als een droom, een cauchemar, maar anders erg braaf geschreven. Maar het is geen roman groot-type, zullen we maar zeggen: eerder type Psyche-Fidessa: ik denk van grootte daar tusschen in, maar daar ik het nu heelemaal overwerk, kan ik het nog niet zeggen.

### Eerste uitgave
Op 12 februari was de roman voltooid. Couperus had in het verleden zijn teksten een aantal malen tweemaal verkocht – hij moest tenslotte van zijn pen leven – en omdat hij bij Babel het honorarium van een voorpublicatie misliep vroeg hij zijn uitgever om een hoog bedrag: 1500 gulden voor de eerste druk en 800 gulden voor elke volgende druk. Veen ging daarmee akkoord in de veronderstelling dat Babel substantieel groter van omvang was dan het enkele jaren eerder uitgebrachte Fidessa dat 121 bladzijden telde. Couperus kon aan de hand van zijn geschreven manuscript slechts schatten hoeveel bladzijden het boek in gedrukte vorm zou gaan tellen. De verwachting van de uitgever kwam echter niet uit. Toen het manuscript van Babel in maart 1901 was gezet, nam de gedrukte tekst niet meer dan 130 pagina's in. Daarbij telde Veen de bladzijden met de motto's die aan de hoofdstukken voorafgaan niet mee.
Het honorarium voor Fidessa was in maart 1899 700 gulden, met een betaling van 450 gulden voor iedere volgende druk geweest. Veen liet weten dat hij voor de eerste druk van Babel niet meer dan 900 gulden wou betalen al vond hij het "vervelend om over honoraria te pingelen". Een tweede of latere druk wenste hij met niet meer dan 550 gulden te honoreren. Couperus ging met het bedrag voor de herdrukken akkoord, maar vroeg 1250 gulden voor de eerste druk. Daarover werden uitgever en schrijver het eens.
Couperus noemde in een brief van 12 februari 1901 de naam van Toorop als ontwerper van de band, en deze suggestie werd door Veen overgenomen.
Babel verscheen in juni 1901 bij uitgeverij L.J. Veen te Amsterdam.

## Plaats binnen het oeuvre van Couperus
Couperus zag in Nice arbeiders zwoegen aan een gebouw. De schrijver identificeerde zich met zich afbeulende arbeiders die op die bouwplaats hun zware werk verrichtten. Couperus zag ook hun tragische rol. Babel is daarmee een "symbolisch verhaal van sociale bewogenheid geworden". Het boek werd geschreven in een tijd waarin men over de "sociale kwestie" debatteerde en waarin het socialisme steeds belangrijker werd. Couperus, een auteur die voor alles door medelijden met de zwakkere werd gedreven, voelde zich verwant aan deze slaven. Zijn eigen werk zag hij niet anders. Hij werkte hard aan zijn boeken zoals anderen harde handenarbeid verrichten.
Babel kan worden gezien als een dystopie of een beeld van de menselijke beschaving, "een civilisatie, geleid door eerzuchtigen die zich als idealisten voordoen en priesters die huichelen, terwijl de wijsgeren terzijde staan en on-eendere wijsheid doceren".
De verlosser als hoofdpersoon, een rol die Cyrus in Babel krijgt, heeft Couperus intensief beziggehouden. In de onmiddellijk na Babel geschreven cyclus van 4 romans die de titel "De boeken der kleine zielen meekreeg zou Addy van der Welcke deze rol krijgen. Beiden zijn de ideale figuur die door de hele historie heen centraal wordt gesteld.
Babel is daarmee in zekere zin te beschouwen als een proloog tot de op dat ogenblik nog uit te werken vierdelige romancyclus. In De Boeken der kleine zielen komen Babel en het stijgen en dalen in de maatschappij nog aan de orde; ook Max Brauws heeft "alle ellende der wereld" willen ervaren. Couperus schrijft: "En de metropolen waren om hem heen opgerezen als reusachtige Babels van koortsigen hoogmoed -opeenstapelingen van egoïsmes-;...". Hij is als fabrikantenzoon gaan "dalen" in de maatschappij en ging werken als dokwerker.

## Het manuscript
Het bewaard gebleven manuscript draagt de sporen van de moeilijke ontstaansgeschiedenis van Babel. Over de eerste versie schreef Couperus: "zoo ver het bestaat: het eerste gedeelte is dikwijls overgewerkt en verscheurd".
Couperus was gewoon om voor gebruik door de zetter een kopijhandschrift te maken. Dat werd deze keer, omdat Veen haast had met de uitgave, in afleveringen naar Nederland verzonden. Ook het kopijhandschrift is door Couperus samengesteld uit de bladen van de verschillende versies van het verhaal. Het document bevat veel doorhalingen, verbeteringen en aanvullingen. Er zijn verschillende handschriften te herkennen. Couperus liet zich vaak door zijn vrouw Elisabeth Couperus-Baud helpen bij het "in het net schrijven" van zijn werk. De tekst is nu eens met paarse, dan weer met blauwe inkt, soms ook met potlood geschreven.
Verworpen passages van Babel zijn teruggevonden op de achterzijde van het manuscript van de kopij van de ‘Epiloog’ van Babel bevinden zich tussen de bladen van het kladhandschrift van De boeken der kleine zielen. De kleine zielen. Ook de kopij van de epiloog van Babel bevindt zich tussen de bladen van het kladhandschrift van De boeken der kleine zielen; De kleine zielen.
Op 30 april 1901 vroeg Veen Couperus om de oorspronkelijke kopie. Couperus was zijn uitgever ter wille; het manuscript werd door Veen zorgvuldig bewaard en is in 1961 aan het Letterkundig Museum geschonken. De epiloog van Babel ontbreekt echter.

## De inhoud
De hoofdpersonen zijn:
- Cyrus, een jonge herdersprins;
- twee goden: Baäl, die hier een zonnegod is, en Astarte, een liefdesgodin;
- Myrrha, een priesteres;
- een oude man die de "Opperrechter des Opperbouwmeesters van Babels Vijfde Terras" is;
- een kind dat de erfelijk opperbouwmeester is;
- de opperpriesteres en opperbouwmeesteres Idonia.

### Proloog
In de proloog spreken twee goden met elkaar over Babel: 
Baäl, zie...! schaterlachte luid de blijde godin, de parelblank glanzende Astarte. Zij bouwen weêr! Zij bouwen verder! Zij bouwen hooger! Zij brengen hun steentjes weêr aan! Zij bouwen... Baäl, zij bouwen!!". De beide goden nemen de mensen en hun project niet serieus. Couperus besluit de korte proloog met de woorden "Toen blikten de goden elkaâr aan in den glans van hun blijde vermaak en zij schaterden beiden zoo, dat de wolken voor hun lachenden adem hemelwijd openweken en zij, reuzig, optorenden hun lijven van onsterflijke glorie, terwijl de machtige donder rolde...

### Verhaal
De hoofdpersoon, Cyrus, is een prins van een herdersvolk. Hij verlaat zijn familie omdat hij een speciale roeping heeft gekregen: meebouwen aan de stad Babel. Hij maakt kennis met Myrrha, een danseres en volgelinge van Astarte, en dwaalt dagenlang doelloos door Babel.

Wanneer hij herkend wordt als prins, wordt hem een baan als opzicht over 15 slaven aangeboden. Cyrus krijgt nu de kans om zich "schatrijk" te ranselen. Een opzichter die ziet dat Cyrus geen bouwmeester is maar ook geen slaaf, zegt  hem dat je met slaven alles kunt doen wat je wilt. Cyrus is hier echter niet toe bereid. In plaats daarvan geselt hij de opzichters en ontketent dertig van de slaven. Zij loven hem met de woorden: 
...Heiland, verlosser, glansrijke zoon van Baäl!
Op een nog hoger terras leert Cyrus de priesteres en opperbouwmeesteres Idonia kennen. Deze meent met Cyrus te kunnen spelen en het noodlot dat Babel wacht te kunnen ontlopen. Op de hoogste terrassen van Babel deelt Cyrus een tijdlang de luxe van de bouwmeesters. Zij bezitten prachtige tuinen die door aquaducten worden geïrrigeerd. Die overdaad is de vrucht van slavenarbeid; intussen zijn er beneden tienduizenden slaven bezig aan "het wonder" te werken, terwijl ze worden gegeseld door de sluiswachters en opzieners.
Een noodweer dat de hemel verduistert doet de bevolking vrezen dat Baäl ontevreden is. De machten die Babel beheersen reageren ieder op eigen wijze; de priesters roepen dat iedereen voor de god moet buigen en aan hem moet offeren. De wijsgeren zeggen de "waarheid en de wijsheid' ende  zonen van Baäl te zijn, en roepen dat de bouwwerkzaamheden gestaakt moeten worden. De wichelaars op hun beurt stellen dat zij weten wat goed is. Zodra de hemel weer zichtbaar is, zullen zij immers weer uit de sterren kunnen lezen wat de wil der goden is.

Idonia is niet onder de indruk van het noodweer, en zegt tegen Cyrus dat hij zelf een god zonder medelijden moet zijn. Het bedrog van de menigte die aan Babel bouwde wordt door haar met de volgende woorden uitgelegd: 
Cyrus, kind, word wijs... Er is niets, er is niets! Babel is niet hoog, de Bouwmeesters zijn niet edel en het is alles domme hoogmoed en zelfbedrog... Maar zij bouwen steeds voort, de Bouwmeesters, omdat zij anders verliezen zouden hun macht, hun kracht, en de glans, die straalt om hen heen in het oog van de domme menigte! Zij zeggen hoog te willen bouwen, zij zeggen, tot Baäl toe, maar zij denken niet aan hoogte en niet aan Baäl, en zij lachen om de verblinding der menigte... Verblind, wordt de menigte hun tot slaven. Ha ha, Cyrus, zij vreezen Baäl!!! Maar Cyrus... er is geen Baäl, en Astarte, Cyrus, ben ik!
De priesters en bouwmeesters hebben Babel alleen breder, maar niet hoger gemaakt. Het reusachtige bouwwerk diende alleen te hunner glorie. De mensen op de lagere terrassen zijn bedrogen.
De meedogenloze bouwmeesteres en priesteres Idonia wordt door Cyrus gewurgd. Zij sterft "verschroeid "in de vlam, die zij in hare handen had willen wringen...".

### Epiloog
Dezelfde twee goden als in de proloog zien de chaos in Babel vanuit hun hemels verblijf aan. Astarte noemt Cyrus nu haar "uitverkoren zoon". Zij juicht over de "nieuwe menschelijkheid" die is "ontsproten op het harde graniet van Babels hoogmoedige treden" en roept "Baäl, er bloeit het Medelijden! Baäl, er bloeit het Medelijden!". Ze weent van vreugde wanneer Cyrus de hoge terrassen met hun weelde en comfort verlaat: 
Mijn uitverkoren zoon daalt...! Hij weêrstond het lied mijner starren, hare goudzingende verlokking, Baäl, en zijn hoogmoed lag koud op zijn hart, tot zijn ziel bevroor in dien zwarten nacht van zijn bovenmenschelijken weedom en wanhoop! En nu, Baäl, hij daalt...! Hij stijgt niet meer: al is er nog weemoed in zijn koude ziel, zij ontdooit in de weldadige zaligheid zijner allermenschelijkste nederigheid! Hij daalt, Baäl, hij gaat terug tot de honderdduizenden, millioenen, milliarden...

## Achtergronden
In Babel geeft Couperus een eigen draai aan het Bijbelse verhaal uit Genesis (hoofdstuk 11, vers 1-9) over de stad waarvan de bewoners tot in de hemel wilden bouwen. Couperus, die geen christen was, noemde de Joodse god niet. De "Babylonische spraakverwarring" komt wel aan de orde, maar deze is geen blijvende hindernis bij de bouw van Babel. Het gaat bij Couperus om een torenvormige stad, niet om een toren. De stad is met terrassen opgebouwd.

Babel is in Couperus' verhaal een stad die door slaven wordt gebouwd. De leiding van de reusachtige onderneming ligt bij de bouwmeesters. Hun ambt is erfelijk en zij leiden de bouw met "vorstelijke gebaar". Wanneer de Babyloniërs schrikken van onweer of iets dat zij als een teken van de woede van de goden interpreteren wordt de bouw neergelegd. Maar telkens wordt de bouw aan Babel ook weer hervat. Zo gaat dat eeuwenlang door. Het vrijlaten van de slaven is in Babel een vergrijp. Cyrus wordt in de cel geworpen en voor de rechtbank gebracht. In de rechtszaal van de Opperrechter des Opperbouwmeesters van Babels Vijfde Terras wordt Cyrus herkend als de door de wichelaars voorspelde verlosser. Hij zal, zo menen zij, Babels toekomst en noodlot zijn: 
van verre gekomen, als een arend, Babel op, maar zijn hart zal, zo zeggen de wichelaars, zijn "dat van een duif...
 Cyrus wordt aangekondigd als: 
de oproerling: het noodlot, hij is de toekomst! Hij is het, dien de Opperbouwmeester van Babels Vijfde Terras...
 De lezing die de bouwmeesters aan de bouw geven is: zij willen bouwen tot in de hemel waar de god Baäl "troont in de tiende sfeer". Baäl is hier een zonnegod, Astarte is de godin van de liefde.
Ieder hoofdstuk wordt voorafgegaan door een motto als: "Verzoent de godheid... staakt den Bouw!", of: "Het rees ontzaglijk, onverwoestbaar, monsterachtig.". Deze woorden komen dan in het hoofdstuk terug.
In het boek wordt veel nadruk gelegd op het "stijgen" dan wel "dalen" op de terrassen van Babel. Cyrus stijgt en de mierenhoop van mensen op de lagere terrassen van de stad wil stijgen naar de hogere terrassen waar het leven beter is.
Het noodlot speelt in het oeuvre van Couperus een grote rol evenals het begrip van noodlot als een onontkoombare toekomst. Dit thema duikt ook in Babel een aantal malen op. Na een confrontatie met de jeugdige opperbouwmeester die teleurgesteld blijkt dat de "bevrijder op Babel" dan wel het medelijden brengt, maar geen medelijden heeft met de bouwmeester.
Het medelijden, door Cyrus gebracht, is het overheersende thema van het boek. Het was in Babel onbekend.
Het personage van Cyrus kan niet worden gelijkgesteld aan een van de drie Achaemeniden van die naam, die in de oudheid over Perzië heersten.

## Receptie
Frans Netscher schreef op 1 juni 1901 in Veen's Nieuws een recensie die voornamelijk een introductie van de schrijver Louis Couperus en diens werk was. Over Babel zegt Netscher dat Couperus "den vrijen teugel" kon geven aan zijn "liefde voor praal en pracht en schittering en kleur; zijn fantasmagoristische neigingen vonden hier een terrein van wonderbaar onbeperkte ruimte en wonderbaarlijken rijkdom. Hóóger dan in dit boek is Couperus' fantasie nooit gestegen".
Carel van Nievelt, schrijvend onder het pseudoniem J. van den Oude noemde in juli 1901 Couperus' nieuw verschenen boek Babel een "sproke, eene allegorie, die hij schijnt te bestemmen voor de élite zijner lezers - voor hen, wier hoogere zin minder naar de smakelijke schaal der vertelling, dan naar de diepe kern der beteekenis verlangt. Zulk eene was er Psyche, was er Fidessa. Zulk eene is er nu weder Babel. En met deze sproken geeft deze dichter loutere poëmen in proza". De kern van het boek, noemt Netscher de "triomf van de deernis over den hoogmoed, van de massa der zwoegende en lijdende kleinen over den torenbouwenden Uebermensch" en schrijft "zóó dus zou men den zin van dit poëem hebben te verstaan". De recensie benadrukt dat men Babel verschillend kan lezen en begrijpen, maar "wie oor heeft voor muziek van taal en oog voor stoutheid van beelding, die neme Babel binnen de wanden van een stemmig stil vertrek, of op eene zonnige hoogte in de zomerlucht. Hem wacht een uitgezocht genot".
Een anonieme recensent in Elsevier's Geïllustreerd Maandschrift merkt op dat Couperus' verhaal over Babel niet op historische of Bijbelse bronnen berust. Het boek is volgens de recensent "een prachtig droomsel: niet meer; doch wél prachtig". Elsevier's gaat uitgebreid in op wat de wetenschap in 1901 wist over Babylon en de torenvormige ziggurat van Mesopotamië, maar stelt ook dat het boek van Couperus geen historische roman is. Het is voor recensent een "kras tegen-historisch gegeven dat de torenbouw werd gestaakt omdat "het Medelijden overwint en de volkeren niet langer duizenden bij duizenden willen opofferen aan de trots van een kaste en het ideaal van een natie". Maar dat doet er voor de recensent weinig toe, "want de symboliek is mooi".
Een recensent in Het nieuws van den dag voor Nederlandsch-Indië tekent met "R.W.". Hij schrijft een vernietigende kritiek over "Meneer Couperus" die ons de "symboliek van een vroeger geslacht" wil "opdringen". Het enige aan het boek dat goed is, zo stelt de recensent, is de druk. De rest is "nonsens met verkeerde zinsbouw, wringing van woorden" en "samenflansen van klanken". Hij noemt het gebruik van hoofdletters bij Couperus een "versleten truc" om met "quasi-indrukwekkende woorden" indruk te maken.
In Onze Eeuw merkte G.F.H. Haspels kort na het verschijnen van Babel op dat de roman onder het mom van geschiedenis en mythe in feite over de contemporaine wereld ging. Couperus had, zo stelde de recensent, "historische namen gegeven aan tegenwoordige toestanden en strevingen; en dit alles in korte, zeer kleurrijkafe tereelen geteekend met grootsche symbolen en zwierige taal". Over de stijl stelde hij dat de lezers "blijven in zijn allergerenommeerdsten en allergeparfumeerdsten salonsfeer". Babel zou "eenvoudig meesterlijke stukken zoowel als gemaniereerd broddelwerk" bevatten en de recensent eindigt met de opmerking "niets zoo leelijk als wat te mooi wil zijn".

Willem Gerard van Nouhuys schreef in De Amsterdammer een recensie over Babel.
De eerste anderhalf jaar nadat het boek was uitgekomen werd Babel goed verkocht. De verkoop liep na januari 1902 sterk terug en in 1906 bezat Veen nog een handelsvoorraad van 780 exemplaren. Een tweede druk is tijdens Couperus' leven dan ook niet verschenen. In 1993 verscheen een wetenschappelijke uitgave in de reeks Volledige Werken van Louis Couperus.